# Tomoaki Seino
Tomoaki Seino (清野 智秋 Seino Tomoaki?), född 29 september 1981 i Niigata prefektur, är en japansk före detta fotbollsspelare.
Seino började sin karriär 2000 i Júbilo Iwata. Efter Júbilo Iwata spelade han för Shizuoka FC, Consadole Sapporo och Convoy Sun Hei. Han avslutade karriären 2009.